# Kepler-80
Kepler-80 – gwiazda położona w gwiazdozbiorze Łabędzia w odległości około 1160 lat świetlnych. Wokół tej gwiazdy krąży sześć planet odkrytych metodą obserwacji tranzytu przez Kosmiczny Teleskop Keplera. 

## Charakterystyka
Jest to gwiazda ciągu głównego, sklasyfikowana jako pomarańczowy karzeł należący do typu widmowego K5. Gwiazda ma masę około 0,8 masy Słońca i promień nieco ponad 2/3 promienia Słońca. Jest młodsza od Słońca, ma od 1 do 3 miliardów lat.

## Planety
Układ planetarny gwiazdy Kepler-80 jest bardzo ciasny. Wszystkie planety krążą w odległości mniejszej niż połowa średniego promienia orbity Merkurego. Planety są niewielkie, mają średnice od 1,13 do 2,7 średnicy Ziemi; najprawdopodobniej są to obiekty typu ziemskiego. Pięć zewnętrznych planet (wszystkie oprócz planety f) silnie oddziałuje grawitacyjnie i łączą je współmierności okresów obiegu, tworząc łańcuch rezonansów orbitalnych 2:3 lub 3:4 pomiędzy sąsiednimi parami planet. Położenia orbitalne par planet, w szczególności koniunkcje (w tym podwójne tranzyty) powtarzają się co około 192 doby. Planeta Kepler-80g, odkryta w 2017 roku z wykorzystaniem uczenia maszynowego w danych zebranych przez Teleskop Keplera, ma okres orbitalny zgodny z przewidywaniem opartym na przedłużeniu łańcucha rezonansów z dokładnością do 100 sekund, co bardzo silnie wskazuje na jej przynależność do tego łańcucha.
Poniższa tabela zawiera charakterystykę poszczególnych planet układu:
| Planeta | Masa [ M🜨 ]         | Promień [ R🜨 ]  | Okres [ d ]              | Półoś wielka [ au ] | Temperatura [K] | Inklinacja [ ° ] | Rok odkrycia |
| f       |                     | 1,21 +0,06−0,05 | 0,98678730 ± 6×10−8      | 0,0175 ± 0,0002     |                 | 86,50 +2,36−2,59 | 2012         |
| d       | 6,75 +0,69−0,51     | 1,53 +0,09−0,07 | 3,07222 +0,00006−0,00004 | 0,0372 ± 0,0005     | 720             | 88,35 +1,12−1,51 | 2012         |
| e       | 4,13 +0,0025−0,0030 | 1,60 +0,08−0,07 | 4,64489 +0,00020−0,00019 | 0,0491 ± 0,0007     | 628             | 88,79 +0,84−1,07 | 2012         |
| b       | 6,93 +1,05−0,70     | 2,67 ± 0,10     | 7,05246 +0,00020−0,00022 | 0,0648 ± 0,0009     | 546             | 89,34 +0,46−0,62 | 2012         |
| c       | 6,74 +1,23−0,86     | 2,74 +0,12−0,10 | 9,52355 +0,00041−0,00029 | 0,0792 ± 0,0011     | 494             | 89,33 +0,47−0,57 | 2012         |
| g       |                     | 1,13 ± 0,14     | 14,64558 ± 0,00012       |                     | 418 ± 36        | 89,35 +0,47−0,98 | 2017         |